# Фрагменти льоду
«Фрагменти льоду» (англ. Fragments of Ice) — українсько-норвезький документальний фільм 2024 року режисерки Марії Стоянової. Кінострічка присвячена режисеру монтажу Віктору Ониську, який загинув у 2022 році під час російсько-української війни й не устиг закінчити роботу над фільмом. Фільм здобув декілька нагород на 21-му кінофестивалі Docudays UA. Прокат на території України назначений на 26 вересня 2024 року.

## Сюжет
Документальний фільм-есей, зібраний із фрагментів унікальних сімейних відеоархівів фігуриста українського ансамблю «Балет на льоду». Його донька, режисерка Марія Стоянова, переглядає записи закордонних гастролей батька з 1980-1990-х років, змішані з домашніми хроніками, і показує контраст між ідеалізованим уявленням про Захід і похмурою радянською реальністю. Через призму особистих історій, історичні злами розпаду СРСР та відновлення незалежності України набувають нових відтінків у цьому стриманому дослідженні стійкості, ідентичності та надії, що триває до сьогодні.

## Знімальна група
- Режисери-постановники: Марія Стоянова
- Сценаристи: Марія Стоянова
- Композитори: Андрій Дегтярьов
- Звукорежисери: Василь Явтушенко
- Режисери монтажу: Віктор Онисько, Марина Майковська
- Оператори: Михайло Стоянов
- Продюсери: Максим Наконечний, Аліна Горлова

## Виробництво
Створення стрічки «Фрагменти льоду» почалося ще у 2021 році. Марія Стоянова, режисерка, бажала дослідити «бачення раю», яке мали її батьки та інші мешканці Радянського Союзу про «західний світ» та як воно змінилося разом з еволюцією соціально-політичного ландшафту. На момент початку широкомасштабного російського вторгнення фільм був змонтований лишень наполовину та був зупинений після смерті Віктора Ониська, режисера монтажу, в грудні 2022 року. Монтаж був завершений Мариною Майковською у 2023 році, а саму кінострічку присвячено загиблому режисерові монтажу.

### Прем'єра
13 квітня 2024 року фільм був уперше представлений на швейцарському кінофестивалі Visions du Réel. Прокат фільму в Україні відбудеться 26 вересня 2024 року, кінодистрибуцією займається компанія Артхаус Трафік.

## Нагороди
- Нагорода журі кінокритиків і кінокритикинь — Міжнародний кінофестиваль Docudays UA[7][8]
- Приз студентського журі. Головний приз — Міжнародний кінофестиваль Docudays UA[7][8]
- Спеціальна відзнака конкурсу Docu/Світ — Міжнародний кінофестиваль Docudays UA[7][8]
- Головна нагорода в конкурсі Docu/Україна — Міжнародний кінофестиваль Docudays UA[7][8]